# Mona Mitterwallner
Mona Mitterwallner (9 januari 2002) is een Oostenrijkse wielrenster die met name actief is op de mountainbike.

## Palmares
2019
 Wereldkampioenschap cross-country, junior
 Europees kampioenschap cross-country, junior
2020
 Wereldkampioene cross-country, junior
 Europees kampioene cross-country, junior
2021
 Wereldkampioene cross-country, belofte
 Europees kampioene cross-country, belofte
 Oostenrijks kampioene cross-country, elite
2023
 Wereldkampioene cross-country, elite
 Europees kampioenschap cross-country, elite

## Resultaten in voornaamste wedstrijden
| Jaar | Ronde van Italië | Ronde van Frankrijk | Ronde van Spanje |
| ---- | ---------------- | ------------------- | ---------------- |
| 2025 |                  | 65e                 | opgave           |

| Jaar | Milaan-San Remo |
| ---- | --------------- |
| 2025 | 60e             |

## Ploegen
- 2025 –  Human Powered Health

Blanco · Borghesi · Cipressi · Coles-Lyster · Edwards · Grossetête · de Jong · Kasper · Malcotti · Mitterwallner · D. Pikulik · W. Pikulik · Raaijmakers · Ragusa · Schweinberger · Williams · Zanardi